# 23 (혁오의 음반)
《23》은 2017년 4월 24일에 발매된 대한민국의 록 밴드 혁오의 첫 번째 정규 음반이다. 타이틀곡 〈TOMBOY〉가 5월 11일에 엠카운트다운에서 1위를 달성했고, 인디 출신 밴드가 방송 1위를 달성한 것은 2008년 넬의 〈기억을 걷는 시간〉 이후 9년 만이다.
한국대중음악상에서 종합 부문과 모던 록 부문 모두에서 올해의 음반 후보로 노미네이트되었고, 타이틀곡 〈TOMBOY〉 역시 상기한 부문 올해의 노래로 노미네이트되었다. 그리고 〈TOMBOY〉가 올해의 노래로 선정되었다.

## 곡 목록
작사는 모두 오혁이 맡았고, 작곡은 모두 특별한 언급이 없는 한 오혁이 맡았다.
| #   | 제목                            | 작곡           | 재생 시간 |
| --- | ------------------------------- | -------------- | --------- |
| 1.  | 〈Burning youth〉               |                | 2:08      |
| 2.  | 〈Tokyo Inn〉                   |                | 3:28      |
| 3.  | 〈가죽자켓〉                    |                | 3:42      |
| 4.  | 〈TOMBOY〉                      | 오혁, 카더가든 | 4:01      |
| 5.  | 〈2002WorldCup〉                | 오혁, 임현제   | 3:12      |
| 6.  | 〈Jesus lived in a motel room〉 |                | 5:07      |
| 7.  | 〈Wanli万里〉                   |                | 4:56      |
| 8.  | 〈Die alone〉                   |                | 4:57      |
| 9.  | 〈지정석〉                      |                | 5:13      |
| 10. | 〈Simon〉                       |                | 3:54      |
| 11. | 〈Paul〉                        |                | 4:30      |
| 12. | 〈Surf boy〉                    |                | 4:11      |